# Софронцево
Софронцево — деревня в Устюженском районе Вологодской области.
Входит в состав Устюженского сельского поселения, с точки зрения административно-территориального деления — в Устюженский сельсовет.
Расположена на левом берегу реки Молога. Расстояние по автодороге до районного центра Устюжны — 20 км. Ближайшие населённые пункты — Люботово, Соловцово, Темьяниково.
Население по данным переписи 2002 года — 32 человека (13 мужчин, 19 женщин). Всё население — русские.